# Zosterops lateralis
Zosterops lateralis — вид воробьиных птиц из семейства белоглазковых (Zosteropidae). Выделяют 16 подвидов.

## Распространение
Обитают в Австралии, Новой Зеландии (впервые документированы в 1832 году, и, вероятно, попали на эти острова относительно недавно), юго-западной части Океании. На некоторых островах интродуцированы.

## Описание
Длина тела 12 см, вес 9.2-16.9 г. У самцов номинативного подвида широкое белое глазное кольцо, спереди разорванное чёрной линией, которая уходит под глаз. Голова в основном яркого желтовато-зелёного цвета. Верхняя часть спинки серая. Остальная часть верхней стороны тела окрашена в зелёный и желто-зелёный цвета. Бока каштаново-коричневые. Клюв желтовато-роговой. Ноги бледно-коричневые. Самки похожи на самцов, но бледнее по бокам. Неполовозрелые особи похожи на взрослых, но у них отсутствует глазное кольцо.

## Биология
Питаются насекомыми, червями, пауками а также мягкими ягодами, фруктами и нектаром.

## Охранный статус
МСОП присвоил виду охранный статус LC.